# البرتو گونزالس (بازیکن فوتبال، زاده ۱۹۹۶)
البرتو گونزالس (انگلیسی: Alberto González؛ زادهٔ ۲۳ ژوئیهٔ ۱۹۹۶) بازیکن فوتبال اهل اسپانیا است.